# Оно мало среће
Оно мало среће је петнаести албум Здравка Чолића. Објављен је 15. децембра 2017. године.

## О албуму
Јубиларни 15. студијски албум је сниман у студијима „НБ” у Загребу и „РСЛ” у Новом Месту под продуцентском палицом Никша Братоша. Албум је миксован у студију „Соно рекордс” у Прагу, док је мастеринг рађен у Лондону.
Албум садржи 11 одабраних песама које уз Чолића потписују значајни регионални аутори Момчило Бајагић Бајага, Џибони, Златан Фазлић, Антонија Шола, Сандра Сагена, Александар Сретеновић, Дамир Арсланагић, Маја Сар и Мирослав Дрљача Рус.
Овај албум је прво заједничко издање две највеће дискографске куће региона: ПГП-РТС и Кроација рекордс.
Први најавни сингл са албума, Мала, објавио је 30. маја 2017; други сингл, Шљиве су родиле, објавио је 18. октобра 2017; трећи сингл, Кућа пуна народа, објавио је 13. децембра 2017. године.

## Песме
1. Мала
2. Шљиве су родиле
3. Играј срце
4. Оно мало среће
5. Кућа пуна народа
6. Ничег није било између нас
7. Лијепа моја
8. Не штуцај
9. Прије него те изгубим
10. Наше љето
11. Тебе чувам за крај

## Топ листе

### Недељна листа
| Листа     | Највиша позиција |
| --------- | ---------------- |
| ХР Топ 40 | 1                |

### Полугодишња листа
| Листа | Највиша позиција |
| ----- | ---------------- |
| ХДУ   | 3                |